# Генріх Бенке
Генріх Бенке (нім. Heinrich Behnke; 9 жовтня 1898, Гамбург — 10 жовтня 1979, Мюнстер) — німецький математик, який працював у галузі комплексного аналізу і написав багато статей про математиків.

## Біографія
Генріх Бенке народився в Горні, передмісті Гамбурга, в лютеранській родині. Він вступив до Геттінгенського університету восени 1918 року, де він відвідував лекції Гільберта, Ландау та Гекке. Бенке почав працювати під керівництвом Гекке, тому, коли Гекке вирішив прийняти пропозицію кафедри математики в щойно заснованому університеті в Гамбурзі, Бенке повернувся до рідного міста, щоб продовжити роботу над докторською дисертацією під керівництвом Гекке. Він представив свою докторську дисертацію «Про аналітичні функції та алгебраїчні числа» в Гамбурзькому університеті і отримав докторський ступінь у травні 1922 року.
Після отримання докторського ступеня він поїхав до Гайдельберга навчатися протягом літнього семестру. Там він познайомився зі своєю майбутньою дружиною Енне Альберсгайм, яка була дочкою єврейської родини з Франкфурта-на-Майні. Повернувшись до Гамбурга в серпні, він був призначений асистентом і представив свою дипломну роботу в Гамбурзі влітку 1924 року, і тепер, маючи кваліфікацію викладача, почав читати лекції в Гамбурзі. Тепер Бенке вважав себе достатньо фінансово забезпеченим, щоб влітку 1925 року одружитися з Енне Альберсхайм. Його жружина померла під час пологів у 1927 році, і Бенке став вдівцем з дитиною, яку треба було утримувати, хоча він все ще не мав професорської посади, необхідної для постійної роботи. У цей час родина Альберсгаймів згуртувалася й подбала про маленького сина Бенке.
Пізніше, у 1927 році, Бенке отримав пропозицію стати ординарним професором у Вестфальському університеті імені Вільгельма в Мюнстері. Бенке знову зіткнувся з дилемою. З одного боку, було великим досягненням отримати посаду повного професора, будучи ще приват-доцентом, але з іншого боку, Мюнстер знаходився в римо-католицькому регіоні Німеччини (а Бенке був лютеранином), і це був найменший прусський університет. Перш ніж прийняти рішення, Бенке проконсультувався з друзями та колегами, і, нарешті, коли йому сказали, що «Мюнстер кращий за свою репутацію», він вирішив погодитися.
У Мюнстері Бенке познайомився з Барбарою Маршалл, колишньою студенткою математики з Мюнстера, яка походила з римо-католицької родини інтелектуалів. Вони одружилися в 1932 році, і незабаром після цього син Бенке, за яким до того часу опікувалася сім'я його першої дружини, був привезений до Мюнстера на виховання батька та мачухи. 30 січня 1933 року до влади в Німеччині прийшла націонал-соціалістична робітнича партія на чолі з Гітлером. Бенке був арійцем, тому Закон про державну службу, прийнятий 7 квітня 1933 року, точно не торкався його, який забезпечив засоби усунення єврейських викладачів з університетів. Однак перша дружина Бенке була єврейкою, тому його син був наполовину євреєм. Це стало постійним джерелом занепокоєння для Бенке, який намагався зберегти цей факт у секреті і, як наслідок, намагався зробити все можливе, щоб не бути втягнутим у будь-які політичні дискусії. Антисемітизм був поширений у Німеччині задовго до того, як націонал-соціалісти прийшли до влади, але до 1933 року Мюнстер, ймовірно, через його католицьку традицію, був мало вражений.
Незабаром Бенке створив активну дослідницьку групу в Мюнстері, до якої, зокрема, входив Петер Туллен, який був його асистентом. Бенке та Туллен написали класичний текст «Теорія функцій багатьох комплексних змінних» (1934), який був першим систематичним оглядом теорії доменів, включаючи основні властивості голоморфних і мероморфних функцій, проблеми продовження, проблему Леві, мероморфні функції із заданими нулями і полюсами (проблеми Кузена), області голоморфності, наближення Рунге, голоморфні відображення та групи перетворень. Туллен був римо-католиком, який відігравав важливу роль у католицьких молодіжних організаціях, поки вони не були розпущені нацистами. Він виїхав до Риму в жовтні 1933 року, сказавши Бенке, що він ніколи не зможе повернутися до Німеччини, поки Гітлер буде при владі. Насправді, він поїхав до Еквадору і повернувся до Європи лише через кілька років після закінчення Другої світової війни. Однак Бенке залишився в Німеччині.
Математичне життя в Мюнстері сильно змінилося за роки після приходу до влади націонал-соціалістів. У 1931 році, у початкових класах математики було близько 200 учнів. До 1933 року таких студентів стало 50 , а в наступні два роки — 5 і 2 відповідно. Однак за цей час троє студентів Бенке отримали докторські ступені. Фрідріх Зоммер отримав докторський ступінь у 1936 році, а в 1937 році Карл Штайн і Вольфганг Ротштайн отримали докторські ступені за свої дисертації «З теорії функцій багатьох комплексних змінних»; «Оболонки регулярності низьковимірних многовидів» і «До теорії аналітичних відображень у просторі двох комплексних змінних»; «Поведінка карт на гладких аналітичних граничних гіперповерхнях» відповідно. Бенке написав досить багато спільних робіт зі Штайном протягом років після Другої світової війни. Наприклад, вони написали «Розвиток аналітичних функцій на ріманових поверхнях» (1949), «Збіжні послідовності областей непростої регулярності» (1949), «Елементарні функції на ріманових поверхнях як допоміжні засоби для теорії функцій багатьох змінних» (1950), «Особливості аналітичних функцій багатьох змінних» (1951) та «Теорема Северана про аналітичне продовження функцій багатьох змінних і теорема неперервності» (1954).
Бенке став редактором Mathematische Annalen у 1938 році. У 1939 році він почав турбуватися про свої обов'язки, особливо щодо Отто Блюменталя, який також був редактором і був підтриманий у цій ролі Гільбертом, незважаючи на тиск з боку націонал-соціалістів щодо його звільнення, оскільки Блюменталь був євреєм. Бенке продовжував працювати редактором Mathematische Annalen до кінця 1972 року, за винятком, періоду між 1945 і 1947 роками, коли журнал призупиняв публікації.
Подорожі були однією з улюблених розваг Бенке, і особливо він любив відвідувати Швейцарію. Щороку він проводив літні канікули там і був у Шебрі, коли стало ясно, що Друга світова війна ось-ось почнеться. Він повернувся через Німеччину з труднощами через мобілізацію, і до того часу, коли він дістався Мюнстера, університет був закритий. Це не завадило студентам працювати над своїми докторськими ступенями, і фактично це дало професорам більше часу, щоб присвятити цим питанням. Через семестр університет знову відкрився, але тепер він був мілітаризований. Однак під час війни хвилювання Бенке про сина зросли.
Він продовжував викладати в Мюнстері, і до того часу, коли місто було пошкоджено під час першого денного бомбардування союзниками 10 жовтня 1943 року, Бенке був єдиним професором математики, який там залишився. Частини університету були пошкоджені, а математичний корпус став непридатним для використання. Після поразки Німеччини Бенке був призначений деканом у Мюнстері, займаючи цю посаду до 1949 року.
У повоєнний час під керівництвом Бенке захистилася ціла низка студентів, зокрема, Фрідріх Гірцебрух, який захистив дисертацію в 1950 році, та якого характеризують як «найвизначнішого математика Німеччини післявоєнного періоду».
Протягом 1964—1965 років Генріх Бенке був головою Німецького математичного товариства.

## Наукова діяльність
Окрім згадуваної класичної роботи Бенке, написаної разом із його помічником Тулленом, він також опублікував працю «Класична теорія функцій» у двох томах, перший вийшов у 1947 році, другий у наступному році. Ще одну книгу він написав разом зі своїм колишнім докторантом Фрідріхом Зоммером. Це була «Теорія аналітичних функцій комплексної змінної», яка була вперше опублікована в 1955 році, а друге видання з'явилося в 1962 році. Книга була заснована на лекціях Бенке і Зоммера в Мюнстері. Вона переслідує дві цілі. По-перше, це дати строгий детальний виклад класичної теорії функцій комплексної змінної для студентів-початківців, які попередньо навчалися класичному реальному аналізу. Другий — викласти теорію ріманових поверхонь і аналітичних функцій на ріманових поверхнях.
У 1956 році Бенке опублікував працю «Лекції з загальної теорії чисел», яка розглядала елементарну теорію чисел з алгебраїчної точки зору. Разом з Гансом Грауертом Бенке написав статтю «Аналіз у некомпактних комплексних просторах» (1960), яка базувалася на лекції, яку Бенке прочитав на конференції з аналітичних функцій у Принстоні в 1957 році. Це продовження доповіді Бенке, зробленої на Міжнародному конгресі математиків в Амстердамі в 1954 році.
Окрім роботи над комплексним аналізом, Бенке написав багато статей про математиків. Наприклад, він опублікував роботи про Вейєрштрасса, Тепліца, Райдемейстера, Гопфа, Александрова, Кляйна, Блюменталя, фон Неймана та Лорея. Він також був провідним експертом з математичної освіти, публікуючи статті, такі як «Свобода і влада в математичному житті» (1972), який розглядає стосунки між професором і студентом і спосіб, у який структура, подібна до програми Ерлангера, може бути надзвичайно стимулюючою, але в кінцевому підсумку стає задушливою і її потрібно відкинути. Також йому належить стаття «Автономія геометрії» (1971), яка розглядає спосіб викладання геометрії в школах.